# Lepidothamnus intermedius
Lepidothamnus intermedius là một loài thực vật hạt trần trong họ Thông tre. Loài này được (Kirk) Quinn miêu tả khoa học đầu tiên năm 1982.